# Limonia taurica
Limonia taurica là một loài ruồi trong họ Limoniidae. Chúng phân bố ở miền Cổ bắc.